# BHStB IIIa4
Die Reihe IIIa4 war eine Klose-Stütztenderlokomotive in Bosnischer Spurweite mit dem erstmalig für Dampflokomotiven gebauten Klose-Lenkwerk der Bosnisch-Herzegowinischen Staatsbahn (BHStB) und der k. u. k. Bosnabahn (kkBB).
Ähnliche, etwas schwächere Lokomotiven beschafften auch die Königlich Sächsischen Staatseisenbahnen als Gattung III K sowie die Königlich Württembergischen Staatseisenbahnen mit den Tss 4 und Tss 3.

## Geschichte

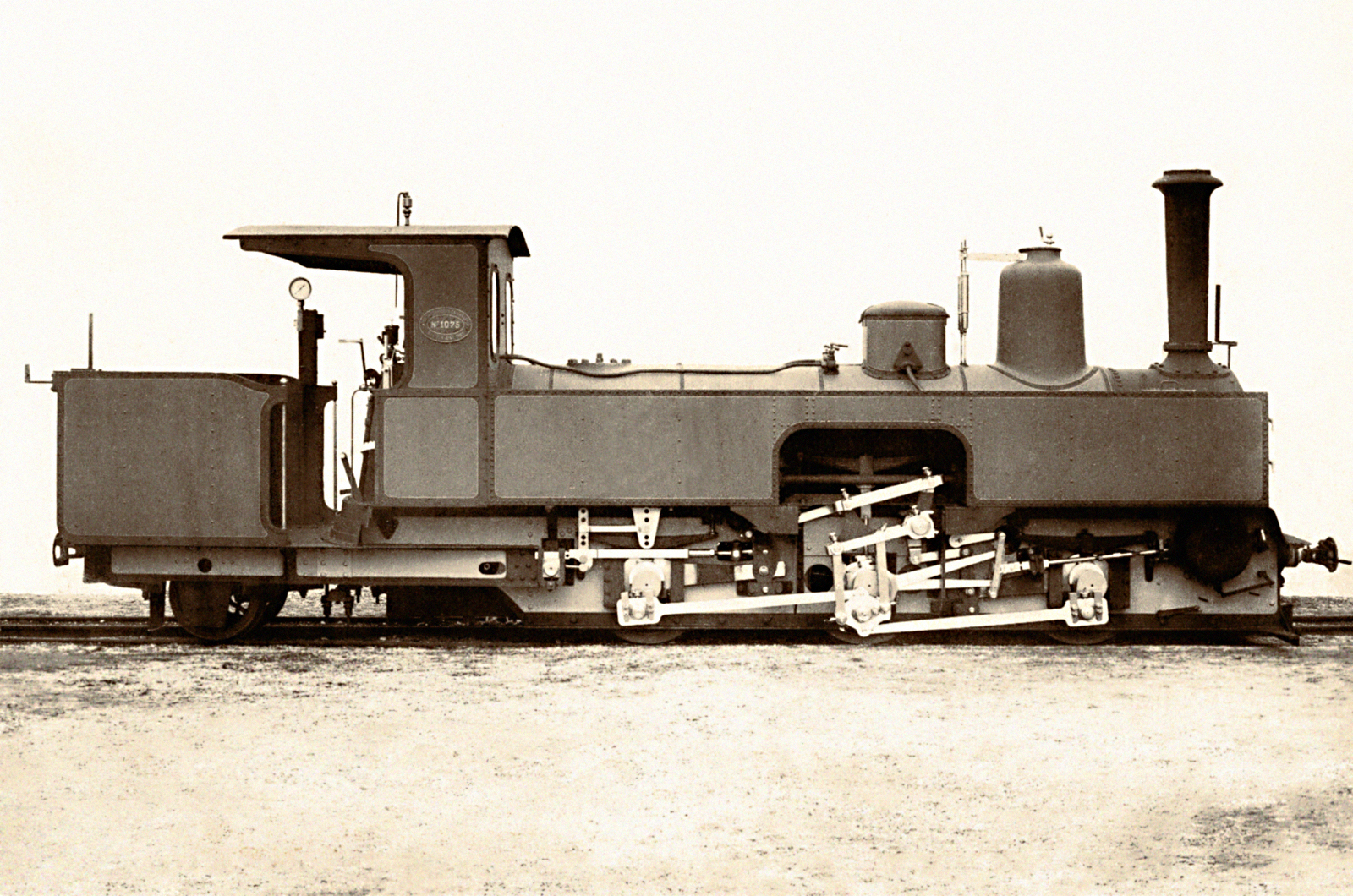
Prototyp von 1885

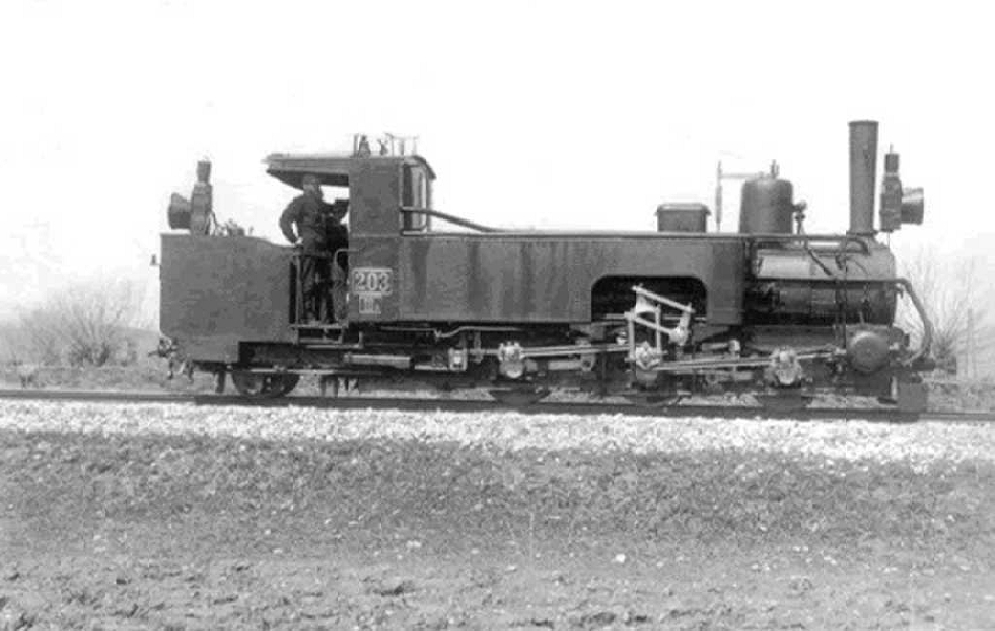
BHStB IIIa4 203 (undatiert)

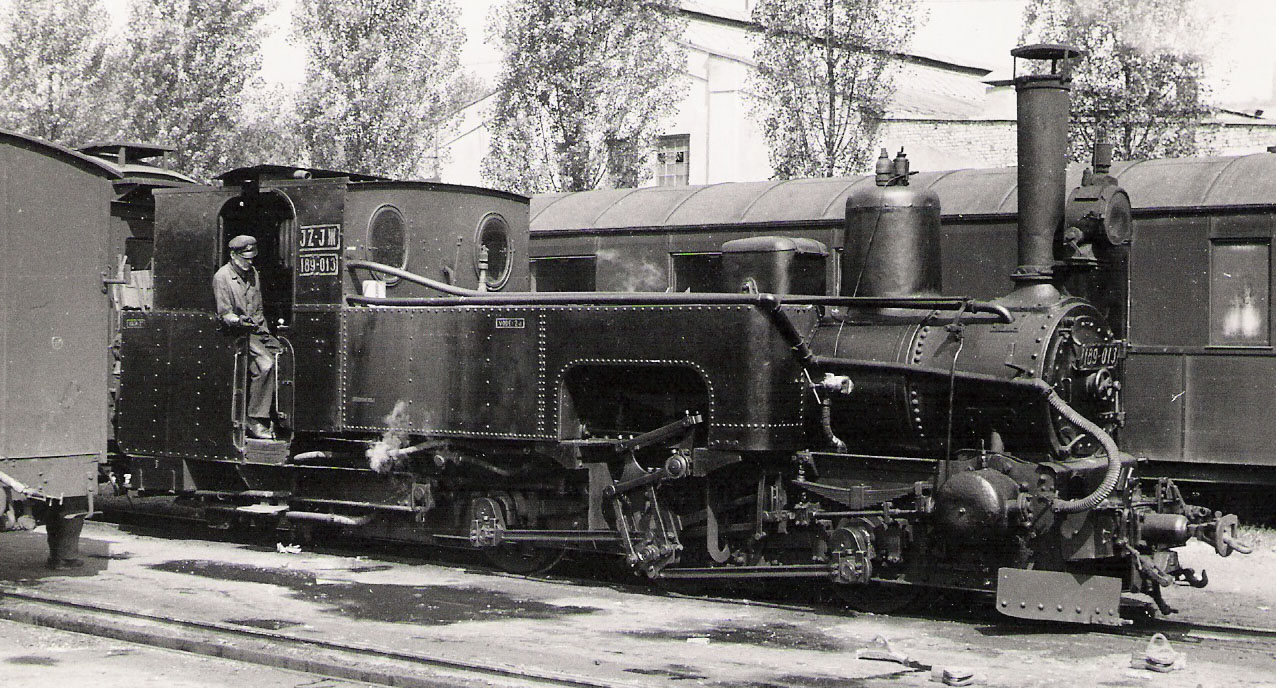
JŽ 189-013 im Jahr 1965 in Sarajevo

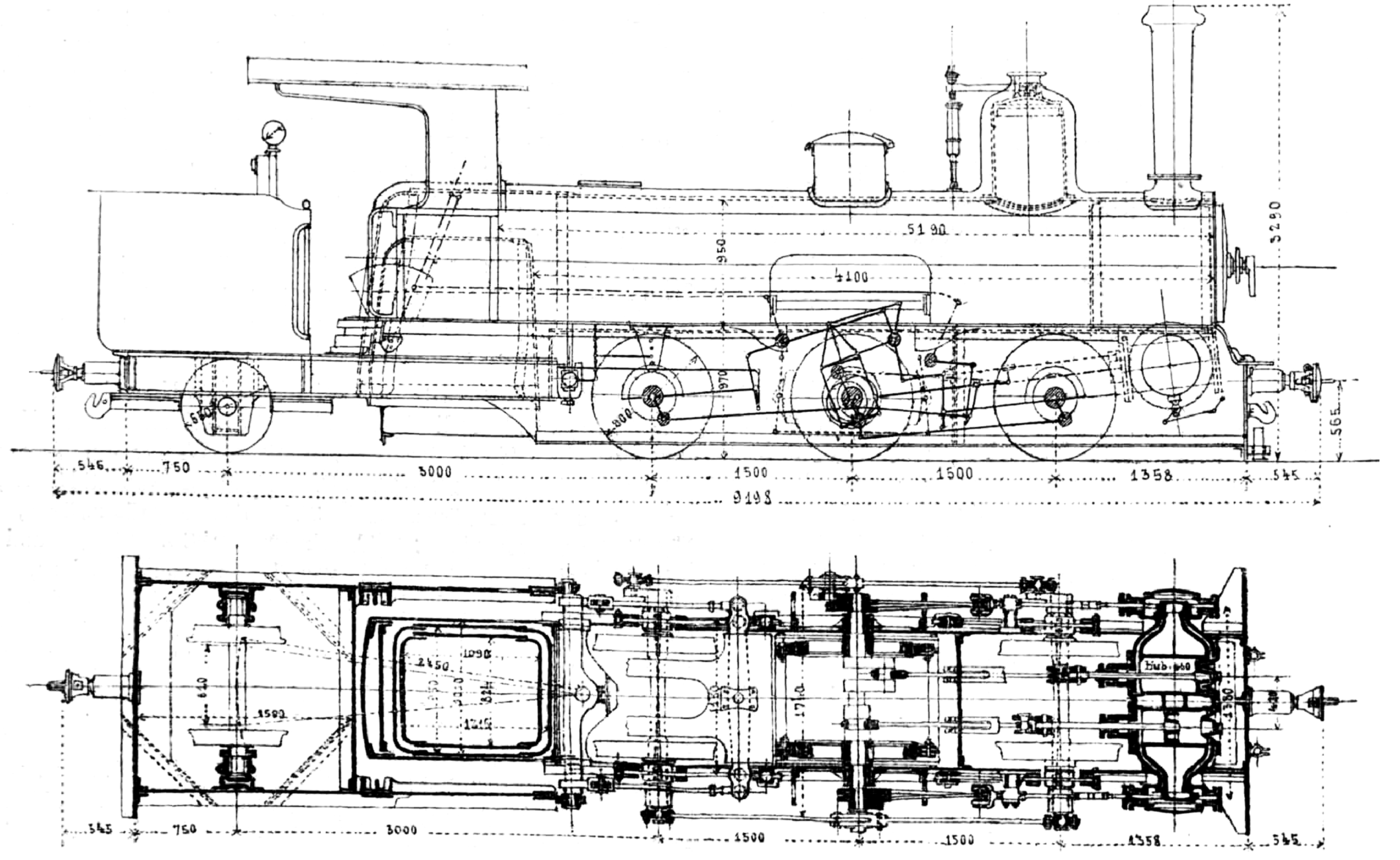
Die Typenskizze zeigt den komplizierten Mechanismus des Klose-Lenkwerks.

Auf Beschluss des Berliner Kongresses besetzte Österreich-Ungarn ab 1878 Bosnien und die Herzegowina. Für die Erschließung der infrastrukturschwachen Region entstanden Schmalspurbahnen mit 760 mm Spurweite, die wegen der schwierigen Geländeverhältnisse starke Steigungen und enge Bögen mit Radien von teilweise nur 35 Meter aufwiesen. Dem ständig zunehmenden Verkehr waren die zweiachsigen Tenderlokomotiven aus der Bauphase und die Doppellokomotiven der Reihe IIa2 mit der Zeit nicht mehr gewachsen.
In Zusammenarbeit des Zugförderungschefs Julius Kraft der k.k. Bosnabahn, Richard von Helmholtz als Chefkonstrukteur bei Krauss in München und Adolf Klose wurde deshalb eine neuartige Dampflokomotive mit einachsigem Stütztender, radial einstellbaren Kuppelachsen und Klose-Lenkwerk für die kkBB entworfen. Mit ihrer wesentlich höheren Leistung und Geschwindigkeit sowie vergrößerten Vorräten bei gleichzeitig gutem Bogenlauf war eine dringend notwendige Ausweitung des Verkehrsvolumens möglich. Aufgrund der radial einstellbaren Achsen erhielten die Lokomotiven im Eisenbahnerjargon den Namen „Radialka“.
Der im Oktober 1885 gelieferte Prototyp bewährte sich prinzipiell, wegen notwendiger und laufender Verstärkungen am Oberbau und den Brücken kam die Lokomotive aber vorerst nur zwischen Zenica und Sarajevo regelmäßig zum Einsatz. In der Zeit vom Herbst 1886 bis Mai 1887 wurden außerdem alle Bögen der Bosnabahn auf Radien von 60 m vergrößert. Die Anforderungen an die Lokomotiven der Serienlieferung waren deshalb nicht mehr so extrem, auch verringerte sich dadurch der Fahrwiderstand der Züge beträchtlich. Krauss & Comp. in Linz lieferte von 1887 bis 1896 weitere 33 etwas verbesserte Lokomotiven an die Bosnabahn und die BHStB. Ob dabei der minimal befahrbare Radius angepasst wurde, ist nicht bekannt – das JDŽ-Typenblatt gibt aber jedenfalls nur 50 m dafür an.
Über viele Jahre bewältigten sie die Hauptlast des Verkehrs auf der Bosnabahn Brod–Sarajevo, der Narentabahn und der Strecke über den Komarpass nach Bugojno und Jajce. Erst ab 1894 wurden zur weiteren Beschleunigung des Personenverkehrs die 60 km/h schnellen IIa4 geliefert sowie ab 1900 die noch leistungsfähigeren Lokomotiven der Reihe IIIa5 für die langen Steigungen der Dalmatinerbahn und der Ostbahn. Beide Baureihen waren ebenfalls mit einem Klose-Lenkwerk aufgebaut.
Trotz des vielteiligen Trieb- und Laufwerkes bewährten sich die Lokomotiven ausgezeichnet im Betrieb und kamen bis August 1967 als JDŽ 189 zum Einsatz, wenn auch zunehmend in untergeordneten Diensten. Trotz einiger Bemühungen konnte aber keine der Lokomotiven erhalten werden.

## Technische Merkmale
Die Lokomotiven hatten einen Außenrahmen, Innenzylinder mit außen liegenden Schieberkästen für die runden Flachschieber sowie eine Stephenson-Steuerung. Die mittige Treibachse war fest im Rahmen gelagert, als Kropfachse ausgebildet und hatte keine Spurkränze. Die beiden Kuppelachsen wurden durch die Bewegungen des einachsigen Klose-Stütztenders, der sich um einen Zapfen vor der Feuerbüchse drehen konnte, über ein Hebelwerk radial eingestellt.
Dadurch ergab sich eine sehr gute Bogenläufigkeit (zeitgenössisch Kurvenläufigkeit) der Lokomotive. Die durch die Radialeinstellung der beiden äußeren Radsätze notwendige Verlängerung und Verkürzung der Kuppelstangen erfolgte über den sogenannten Differentialkopf. Er befand sich auf dem Kurbelzapfen der Treibachse und war über einen Parallelogrammlenker mit den Achslagern der Lenkachsen verbunden. Je nach Winkelausschlag der Lenkachsen veränderte sich auch der Winkel des Differentialkopfs, wodurch die passende wirksame Länge der Kuppelstangen eingestellt wurde.
Die Vorräte waren in seitlichen Wasserkästen sowie im Kohlebunker auf dem Stütztender untergebracht. Während das Führerhaus des Prototyps und der ersten Serienlokomotiven hinten und seitlich komplett offen war, wurde zum besseren Schutz des Personals später auf dem Tender eine zweite Führerhaushälfte aufgebaut. Ab 1888 erhielten die Lokomotiven die Bosna-Kupplung und ab 1894 wurden sie mit der Saugluftbremse Bauart Hardy ausgerüstet.
Die Leistung der Lokomotive wurde mit 200 PS angenommen, bei ausgiebigen Probefahrten bis 1887 wurden allerdings Lasten von 250 t mit 28 km/h auf 7 ‰ befördert. Mit 200 t auf einer Steigung von 10 ‰ waren noch 21 km/h möglich und auf 13,6 ‰ 140 t mit 18 km/h. Daraus ergibt sich eine tatsächliche Spitzenleistung von bis zu 300 PS und stellte somit eine enorme Leistungssteigerung gegenüber den kleinen Vorgängerlokomotiven dar. Außerdem war eine Höchstgeschwindigkeit von 50 km/h bei völliger Laufruhe möglich, für die damalige Zeit und umso mehr auf Schmalspur ein sehr beachtlicher Wert.

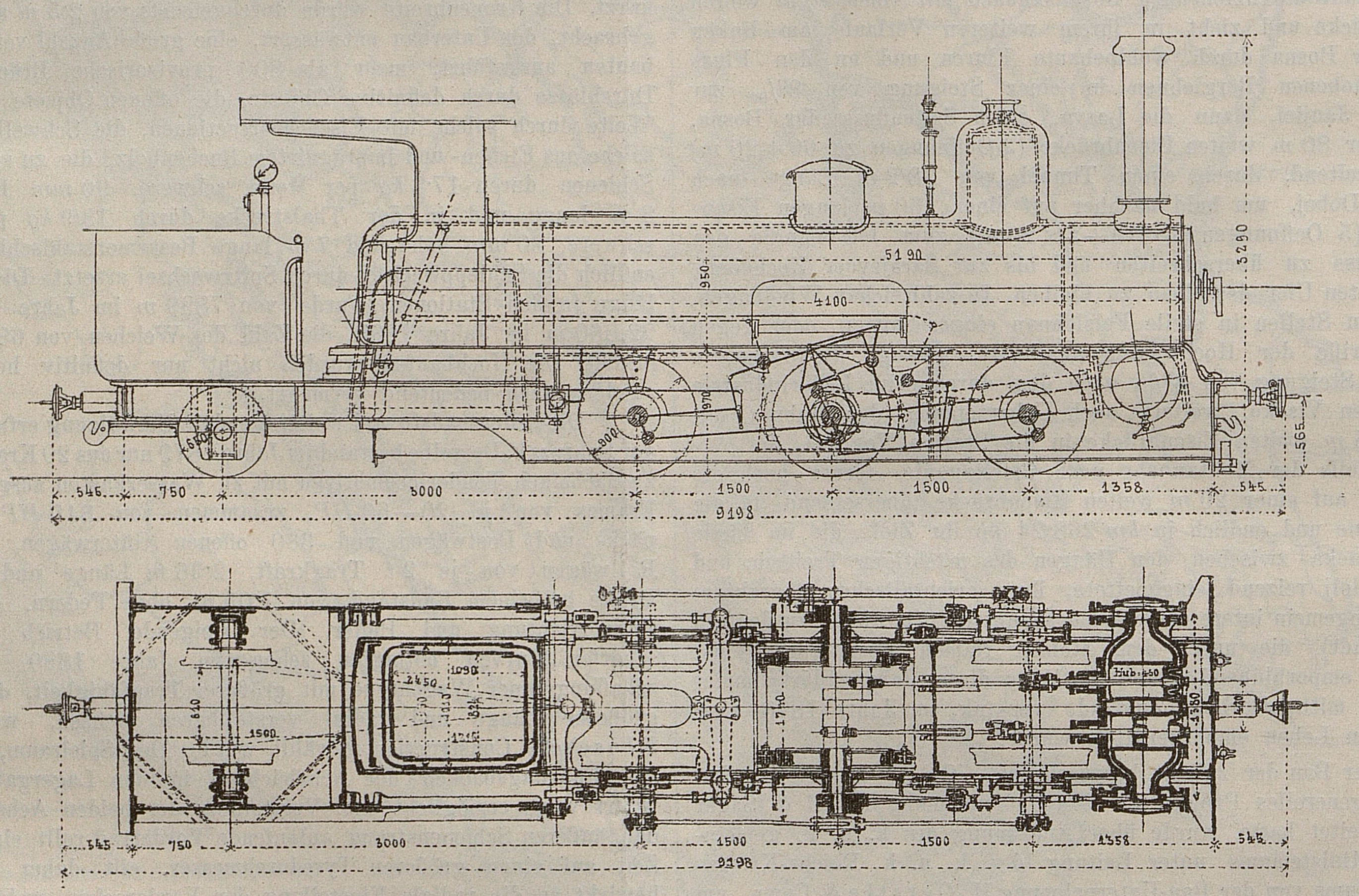
Typenskizze mit Aufbau des Klose-Lenkwerks
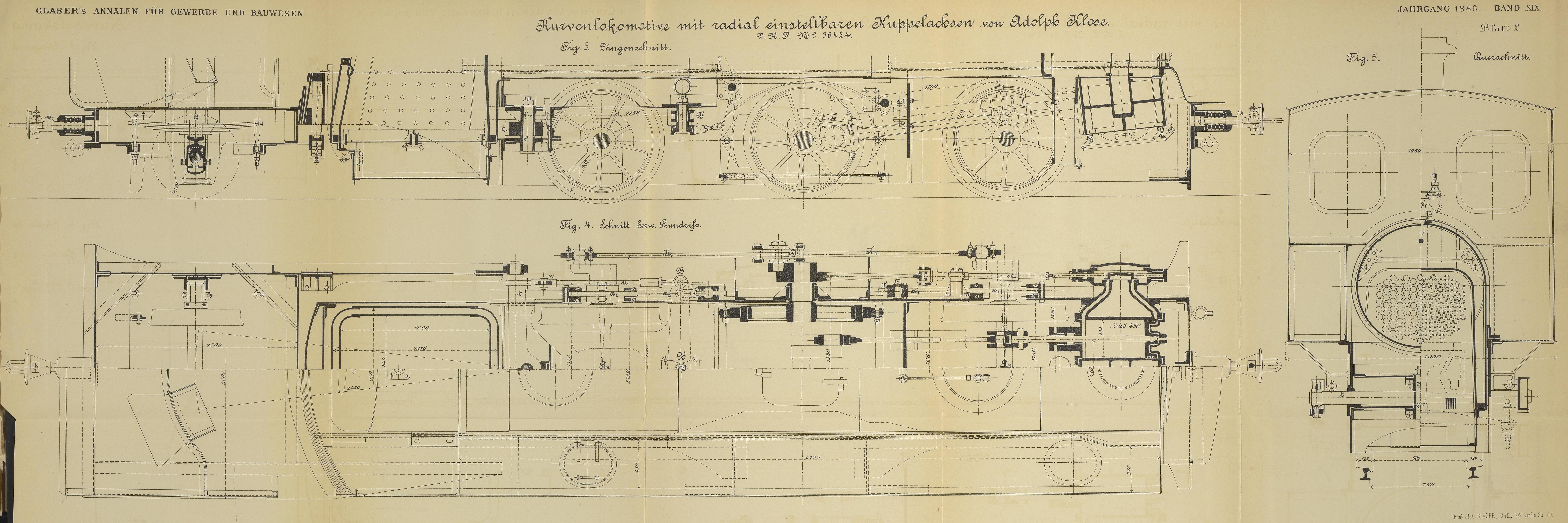
BHStB IIIa4 Schnittdarstellung
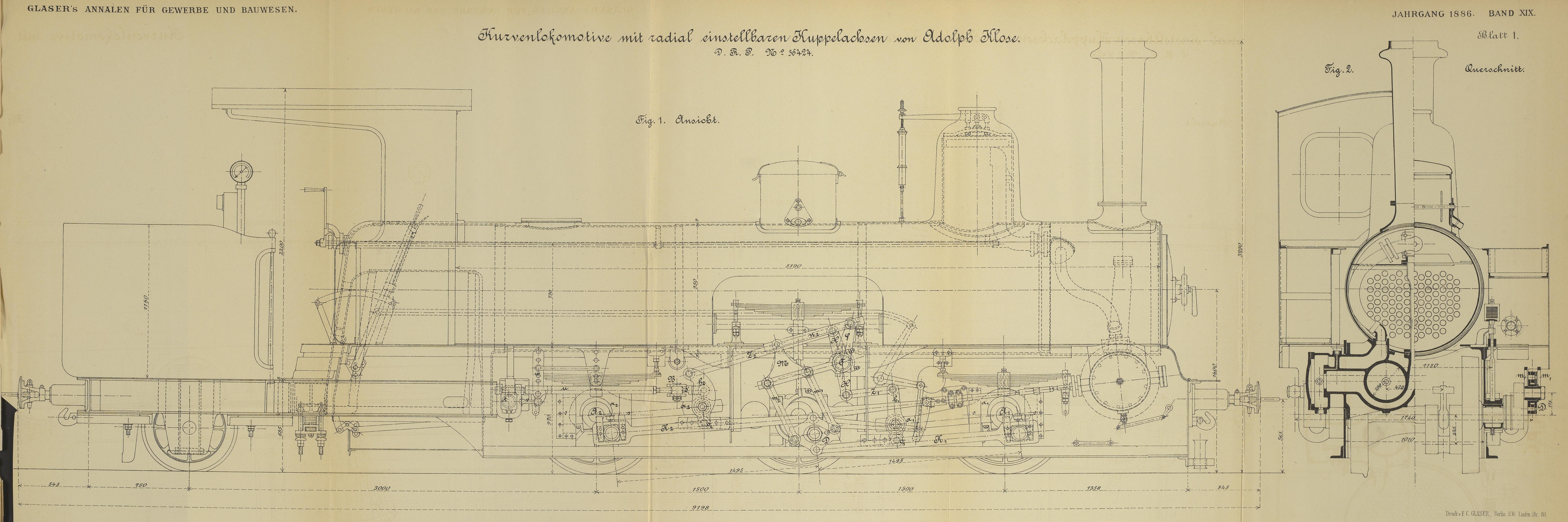
BHStB IIIa4 Seitenansicht
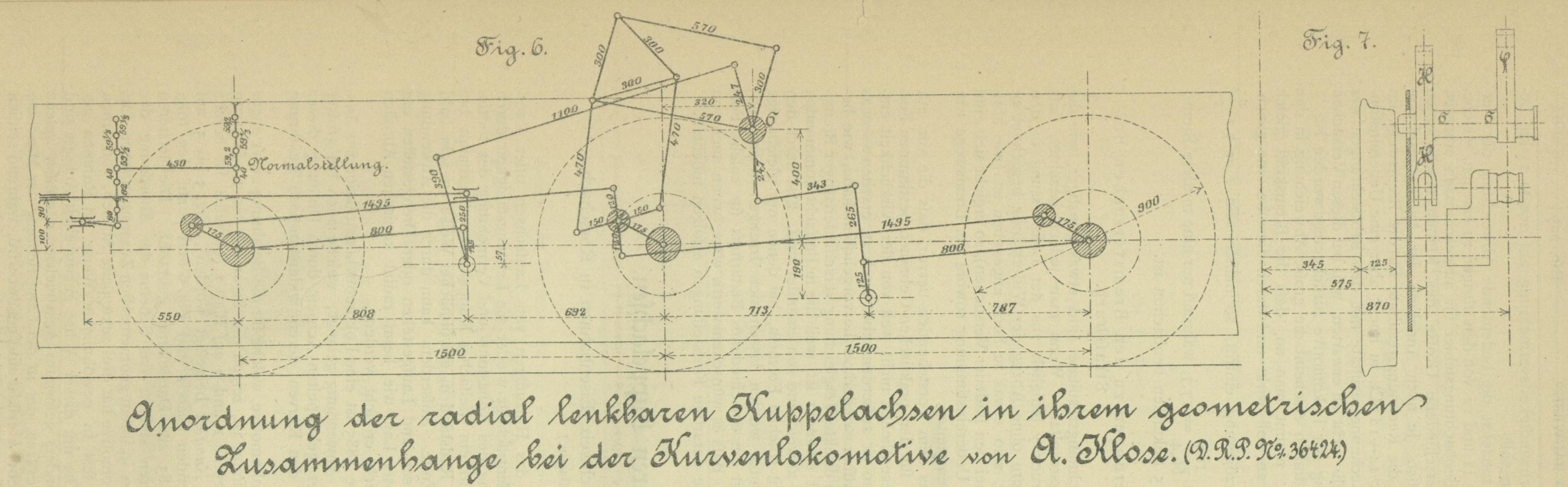
Klose-Mechanismus mit Abmessungen

## Lokomotivliste
| Hersteller     | Fabriks- Nummer | Baujahr | kkBB- Nummer | BHStB-Nr. bis 1895 | BHStB-Nr. BHLB-Nr. SHS-Nr. | JDŽ-Nr. ab 1933 | Verbleib                                   | ausgemustert     |
| -------------- | --------------- | ------- | ------------ | ------------------ | -------------------------- | --------------- | ------------------------------------------ | ---------------- |
| Krauss/München | 1075            | 1885    | 21           |                    | IIIa4 201                  | 189-001         | 1919–1920 Usoratalbahn                     |                  |
| Krauss/Linz    | 1795            | 1887    | 22           |                    | IIIa4 202                  | 189-002         | ab 1949 Slovenske Konjice                  |                  |
| Krauss/Linz    | 1796            | 1887    | 23           |                    | IIIa4 203                  | 189-003         | 1919–1920 Usoratalbahn                     |                  |
| Krauss/Linz    | 1797            | 1887    | 24           |                    | IIIa4 204                  | 189-004         |                                            |                  |
| Krauss/Linz    | 1798            | 1887    | 25           |                    | IIIa4 205                  | 189-005         |                                            |                  |
| Krauss/Linz    | 1971            | 1888    |              | IIIa4 4 → 31       | IIIa4 206                  |                 |                                            | vor 1933         |
| Krauss/Linz    | 1972            | 1888    | 26           |                    | IIIa4 207                  | 189-007         | Eisenhütte Zenica, dann Elektrobosna Jajce |                  |
| Krauss/Linz    | 2185            | 1889    | 27           |                    | IIIa4 208                  | 189-008         |                                            |                  |
| Krauss/Linz    | 2209            | 1889    | 28           |                    | IIIa4 209                  | 189-009         | Eisenhütte Zenica                          |                  |
| Krauss/Linz    | 2210            | 1889    |              | IIIa4 5 → 32       | IIIa4 210                  | 189-010         |                                            |                  |
| Krauss/Linz    | 2230            | 1890    | 29           |                    | IIIa4 211                  | 189-011         | Bergwerk Kakanj                            |                  |
| Krauss/Linz    | 2507            | 1891    | 30           |                    | IIIa4 212                  | 189-012         |                                            |                  |
| Krauss/Linz    | 2508            | 1891    | 31           |                    | IIIa4 213                  | 189-013         | 1919–1920 Usoratalbahn                     | 1965 oder später |
| Krauss/Linz    | 2509            | 1891    | 32           |                    | IIIa4 214                  | 189-014         |                                            |                  |
| Krauss/Linz    | 2690            | 1892    | 33           |                    | IIIa4 215                  | 189-015         |                                            |                  |
| Krauss/Linz    | 2691            | 1892    | 34           |                    | IIIa4 216                  | 189-016         | ab 1954 Wasserkraftwerk Jablanica          |                  |
| Krauss/Linz    | 2692            | 1892    |              | IIIa4 33           | IIIa4 217                  | 189-017         | 1919–1920 Usoratalbahn                     |                  |
| Krauss/Linz    | 2693            | 1892    |              | IIIa4 34           | IIIa4 218                  | 189-018         |                                            | vor 1945         |
| Krauss/Linz    | 2841            | 1893    |              | IIIa4 35           | IIIa4 219                  | 189-019         | PDI Sebešić, Bila Nova                     |                  |
| Krauss/Linz    | 2842            | 1893    |              | IIIa4 36           | IIIa4 220                  | 189-020         |                                            |                  |
| Krauss/Linz    | 2843            | 1893    |              | IIIa4 37           | IIIa4 221                  | 189-021         | PDI Janj                                   |                  |
| Krauss/Linz    | 2857            | 1893    | 35           |                    | IIIa4 222                  | 189-022         |                                            |                  |
| Krauss/Linz    | 2858            | 1893    | 36           |                    | IIIa4 223                  | 189-023         |                                            |                  |
| Krauss/Linz    | 2871            | 1893    | 37           |                    | IIIa4 224                  | 189-024         |                                            |                  |
| Krauss/Linz    | 2872            | 1893    | 38           |                    | IIIa4 225                  | 189-025         |                                            |                  |
| Krauss/Linz    | 2873            | 1893    | 39           |                    | IIIa4 226                  | 189-026         |                                            |                  |
| Krauss/Linz    | 3067            | 1894    |              | IIIa4 38           | IIIa4 227                  | 189-027         |                                            |                  |
| Krauss/Linz    | 3237            | 1895    |              |                    | IIIa4 228                  | 189-028         |                                            |                  |
| Krauss/Linz    | 3238            | 1895    |              |                    | IIIa4 229                  | 189-029         |                                            |                  |
| Krauss/Linz    | 3338            | 1896    |              |                    | IIIa4 230                  | 189-030         |                                            |                  |
| Krauss/Linz    | 3386            | 1896    |              |                    | IIIa4 231                  | 189-031         | ab 1958 Bergwerk Kakanj                    |                  |
| Krauss/Linz    | 3387            | 1896    |              |                    | IIIa4 232                  | 189-032         |                                            |                  |
| Krauss/Linz    | 3388            | 1896    |              |                    | IIIa4 233                  | 189-033         |                                            |                  |
| Krauss/Linz    | 3389            | 1896    |              |                    | IIIa4 234                  | 189-006         |                                            |                  |

| Bahngesellschaft                                      | Bahngesellschaft                              | Zeitraum      |
| ----------------------------------------------------- | --------------------------------------------- | ------------- |
| kkBB                                                  | k. u. k. Bosnabahn                            | 1879 bis 1895 |
| BHStB                                                 | Bosnisch-Herzegowinische Staatsbahn           | 1884 bis 1895 |
| BHStB                                                 | Bosnisch-Herzegowinische Staatsbahnen         | 1895 bis 1908 |
| BHLB                                                  | Bosnisch-Herzegowinische Landesbahnen         | 1908 bis 1918 |
| SHS                                                   | Železnice Kraljevine Srba, Hrvata i Slovenaca | 1918 bis 1929 |
| JDŽ                                                   | Jugoslovenske Državne Železnice               | 1929 bis 1954 |
| JŽ                                                    | Jugoslovenske Železnice                       | 1954 bis 1991 |
| Die Umzeichnung von SHS auf JDŽ fand erst 1933 statt. |                                               |               |